# 布克萨尔战役
布克薩爾戰役發生於1764年10月，是七年戰爭印度戰場的一場戰役，由英屬東印度公司與蒙兀兒帝國雙方交戰。戰場主要地點在布克薩爾（在現代屬於印度的比哈爾省），一座位於恆河河岸的小鎮，此戰為英屬東印度公司的決定性勝利，隨後東印度公司主宰印度蒙兀兒帝國。

## 戰鬥過程與結果
英國方面派出1,7072人，其中包括1,859名歐洲人、5,297名印度傭兵以及9,189名印度騎兵。而蒙兀兒帝國和孟加拉聯軍這方則估計約有四萬人到六萬人。
由於三個聯軍成員的缺乏協調，再加上一次致命的判斷錯誤，導致他們陷入混亂。
英國損失了847人，而且多數受傷；但是他們奪取了133门大炮和1百萬盧比。

## 註腳
1. ↑  Sen, Sailendra Nath. . New Age International. 2009: 2  [2022-05-31]. ISBN 9788122425765. （原始内容存档于2022-05-31）.
2. 1 2  John William.  2. Naval & Military Press. 29 February 2004  [2022-05-31]. ISBN 978-1-84342-715-5. （原始内容存档于2022-05-31）.
3. ↑  Black, Jeremy. Wyse, Liz , 编.  2. Cambridge: Cambridge University Press. 28 March 1996: 160  [2022-05-31]. ISBN 978-0-521-47033-9. （原始内容存档于2022-05-31）.
4. ↑  A Dictionary of Modern History (1707 - 1947), Parshotam Mehra, ISBN 19-561552-2, 1985 ed., Oxford University Press